# Juin 1942 (guerre mondiale)
Chronologie de la Seconde Guerre mondiale
Mai 1942 - Juin 1942 - Juillet 1942
- 2 juin :
  - Le parlement mexicain déclare la guerre à l'Allemagne.
- 4 juin :
  - Victoire américaine à la bataille navale de Midway.
- 5 juin :
  - Départ du 2e convoi de déportation des Juifs de France de Compiègne vers Auschwitz : 1000 déportés, 32 survivants à la Libération.
- 7 juin :
  - Débarquement japonais dans les Aléoutiennes.
- 11 juin :
  - Les Allemands prennent Bir Hakeim après une âpre défense de la 1re brigade française libre[1].
- 12 juin :
  - Le Generalplan Ost est ratifié : il prévoit de déporter 51 millions de Polonais, de Tchèques, de Biélorusses et d’Ukrainiens vers la Sibérie.
- 18 juin :
  - Début du projet Manhattan pour la mise au point d'une bombe atomique.
- 21 juin :
  - L'Afrika Korps reprend Tobrouk.
- 22 juin :
  - Départ du 3e convoi de déportation des Juifs de France, du camp de Drancy vers Auschwitz : 1000 déportés, 24 survivants à la Libération ;
  - Discours radiophonique de Pierre Laval sur sa vision de la collaboration avec le "je souhaite la victoire de l'Allemagne"[2] ;
  - À la suite d'un renseignement erroné sur une invasion navale japonaise imminente de la ville alaskane de Nome, les Américains organisent un pont aérien en 24 heures pour y transporter 2270 GI's et 20 canons de DCA[2] ;
  - Rommel est promu Generalfeldmarschall[2].
- 24 juin:
  - Eisenhower est nommé commandant en chef des forces américaines en Europe[2].

- 25 juin :
  - Départ du 4e convoi de déportation des Juifs de France, du camp de Pithiviers vers Auschwitz : 1000 déportés, 24 survivants à la Libération ;
  - Bombardement de Brême par la Royal Air Force[2] ;
  - Le général Ritchie est limogé et remplacé à la tête de la 8e armée britannique par le général Auchinleck[2].

- 26 juin :
  - La BBC annonce que 700 000 Juifs ont été assassinés par les Nazis, en se basant sur les informations transmises par la résistance polonaise[2].
- 28 juin :
  - Départ du 5e convoi de déportation des Juifs de France, du camp de Beaune-la-Rolande vers Auschwitz : 1004 déportés, 35 survivants à la Libération.
  - L'Opération Bleue, le plan allemand pour prendre Stalingrad et les gisements de pétrole russes dans le Caucase, commence.
  - En Afrique du Nord, les Allemands et Italiens franchissent la frontière égyptienne[1].
- 29 juin :
  - Bombardement d'Alexandrie par l'aviation de l'Axe[3] ;
- 30 juin :
  - Le sous-marin allemand U-372 coule, au large de Port-Saïd, le ravitailleur de sous-marins HMS Medway de la Royal Navy.
  - Le haut commandement soviétique, la Stavka ordonne l'évacuation de Sébastopol[3] ;
  - La seconde chambre à gaz à Auschwitz (Bunker II ou la ferme blanche) est opérationnelle[3].